# Società Sportiva Serenissima 1931-1932
Questa pagina raccoglie i dati riguardanti la Società Sportiva Serenissima nelle competizioni ufficiali della stagione 1931-1932.

## Rosa
| N. |                   | Ruolo | Calciatore          |
| -- | ----------------- | ----- | ------------------- |
|    | Italia (bandiera) | D     | Angelo Bianchi      |
|    | Italia (bandiera) | D     | Filiberto Borin III |
|    | Italia (bandiera) | A     | Federico Busini     |
|    | Italia (bandiera) | A     | Serafino Carrera    |
|    | Italia (bandiera) | A     | Romolo Celant       |
|    | Italia (bandiera) | C     | Dalla Mora          |
|    | Italia (bandiera) | A     | Alfredo Di Bello    |
|    | Italia (bandiera) | A     | Guido Donaglio      |
|    | Italia (bandiera) | D     | Pasquale Farina     |
|    | Italia (bandiera) | A     | Giacchetti          |
|    | Italia (bandiera) | A     | Alfredo Giuge       |
|    | Italia (bandiera) | A     | Aldo Gorini         |

| N. |                   | Ruolo | Calciatore            |
| -- | ----------------- | ----- | --------------------- |
|    | Italia (bandiera) | C     | Emilio Magrini        |
|    | Italia (bandiera) | C     | Vincenzo Migotti      |
|    | Italia (bandiera) | D     | Giovanni Mion         |
|    | Italia (bandiera) | A     | Massimiliano Olivieri |
|    | Italia (bandiera) | A     | Gino Ognaro           |
|    | Italia (bandiera) | P     | Secondo Roggero       |
|    | Italia (bandiera) | D     | Luigi Rossetto        |
|    | Italia (bandiera) | D     | Mario Signoretto      |
|    | Italia (bandiera) | D     | Luigi Stivanello      |
|    | Italia (bandiera) | C     | Alberto Valotto       |
|    | Italia (bandiera) | P     | Mario Zambelli        |
|    | Italia (bandiera) | C     | Vittorio Zennaro      |